# Konrad Krzyżanowski
Konrad Krzyżanowski (15 tháng 2 năm 1872 - 25 tháng 5 năm 1922) là một họa sĩ người Ba Lan gốc Ukraina, chuyên vẽ tranh chân dung, là một trong những người tiên phong của chủ nghĩa biểu hiện.

## Tiểu sử
Krzyżanowski sinh ra ở Kremenchuk. Ông lớn lên ở Kyiv và bắt đầu học vẽ tại một trường mỹ thuật địa phương dưới sự chỉ dẫn của họa sĩ Ukraina Mykola Murashko. Ông tiếp tục theo đuổi nghệ thuật tại Học viện nghệ thuật Hoàng gia ở Saint Petersburg. Ông không thích phương pháp giảng dạy tại đây, nên đã mâu thuẫn với hiệu trưởng, dẫn đến việc ông bị đuổi học.
Năm 1897, Krzyżanowski chuyển đến Munich, nơi ông theo học từ họa sĩ Hungary Simon Hollósy. Ba năm sau, ông định cư ở Warsaw và cùng với họa sĩ Kazimierz Stabrowski thành lập một trường dạy vẽ. Từ năm 1904 đến năm 1909, ông giảng dạy tại Học viện Mỹ thuật ở Warsaw. Ông cũng nhận việc vẽ tranh minh họa cho tờ tạp chí văn học và nghệ thuật Chimera (được xuất bản giai đoạn 1901-1907).
Năm 1906, Krzyżanowski kết hôn với bà Michalina Piotruszewska, một sinh viên tại Học viện Mỹ thuật. Năm 1909, ông quyết định từ chức tại đây. Từ năm 1912 đến năm 1914, cặp đôi sống ở London và Paris. Trong giai đoạn năm 1917-1918, cặp đôi sống ở Kyiv, nơi Krzyżanowski giảng dạy tại Trường Mỹ thuật Ba Lan. Sau khi Đệ Nhị Cộng hòa Ba Lan được thành lập, gia đình ông quay trở lại Warsaw. Tại đây, Krzyżanowski tái thành lập trường nghệ thuật tư nhân. Nghệ sĩ qua đời tại Warsaw vào ngày 25 tháng 5 năm 1922.

## Tranh tiêu biểu

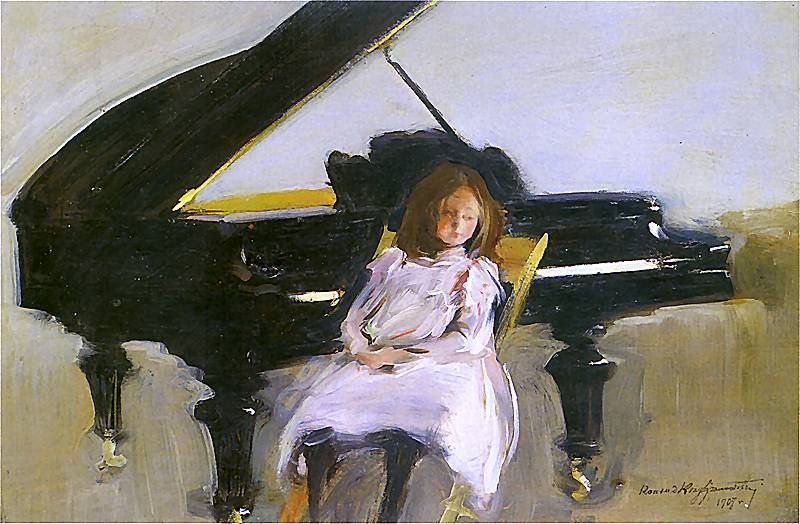
Girl at the Piano, 1907
Clouds in Finland, 1908
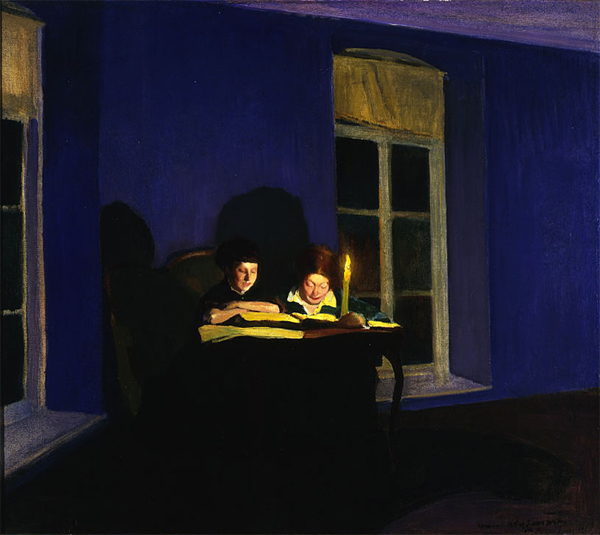
By Candlelight, 1914
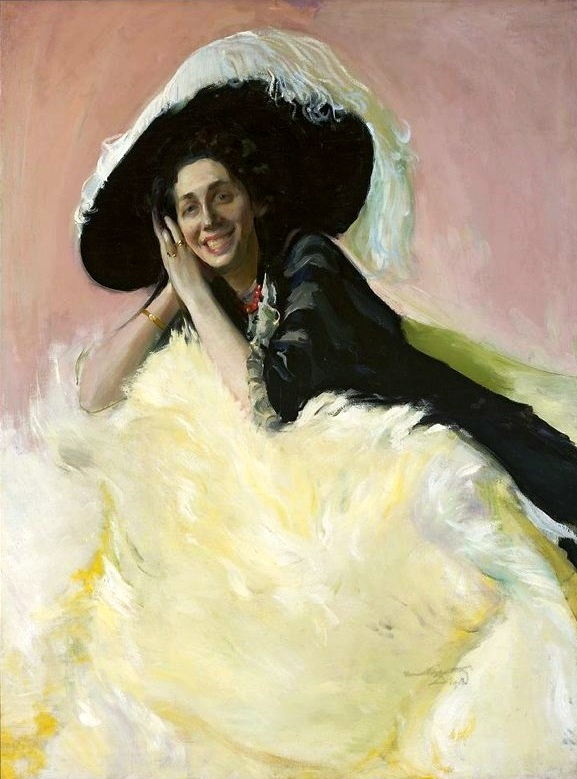
Janina Wilczyńska, 1912
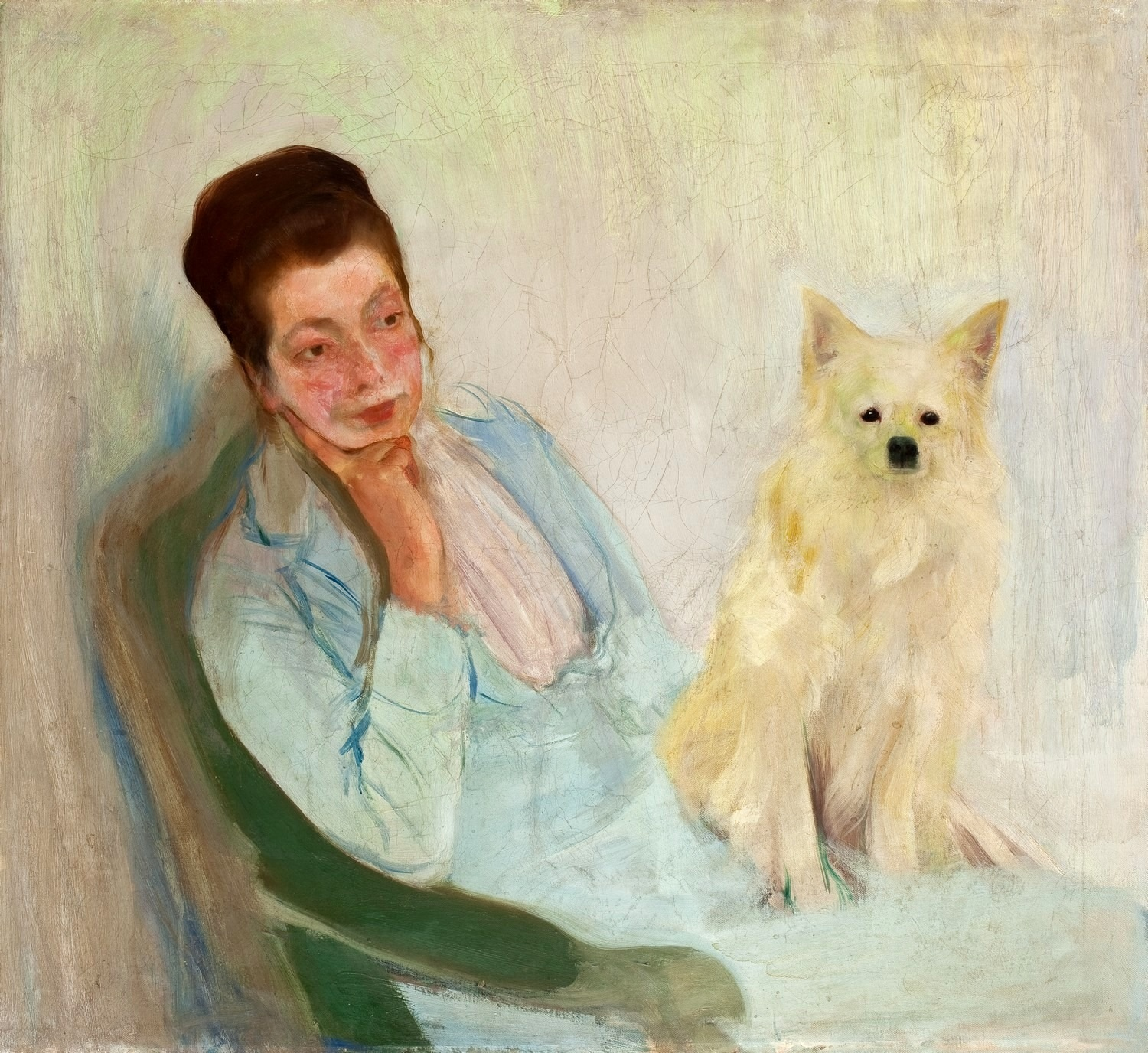
Wife with a dog